# Tipula selenis
Tipula selenis är en tvåvingeart som beskrevs av Friedrich Hermann Loew 1873. Tipula selenis ingår i släktet Tipula och familjen storharkrankar. Inga underarter finns listade i Catalogue of Life.